# العقلة (بدبدة)

تعديل مصدري - تعديل

العقلة هي إحدى قرى عزلة بني معوض بمديرية بدبدة التابعة لمحافظة مأرب، بلغ تعداد سكانها 1161 نسمة حسب تعداد اليمن لعام 2004.